# Wilma Henriques
Wilma Henriques (Conselheiro Lafaiete, 15 de fevereiro  de 1931 — Belo Horizonte, 18 de abril de 2021) foi uma atriz brasileira do estado de Minas Gerais.
Foi considerada a "primeira-dama do teatro mineiro".
Entre seus trabalhos destacáveis está a atuação em A prostituta respeitosa, uma montagem dirigida por Orlando Pacheco a partir do original de Jean-Paul Sartre. Faleceu no dia 18 de abril de 2021, em uma casa de repouso em Belo Horizonte.

## Vida
Wilma Henriques é filha única e órfã do pai desde os 14 anos. Decidiu desenvolver sua carreira profissional para ficar próxima da mãe, além do forte vínculo com a cidade de origem.

## Carreira
Em 1959, iniciou sua carreira com a produção e apresentação do programa feminino Espelho, na extinta TV Itacolomi.
Deixa a emissora em 1962, seguindo para a TV Belo Horizonte e depois para a TV Alterosa, onde apresentou o programa de entrevistas O Assunto É Mulher.
Aos 27 anos de idade, estreou na peça Pigmalião, substituindo Lea Delba (Elvira Bracher).
Em 1966, começou a carreira profissional no teatro com a peça O Macaco da Vizinha, de Joaquim Manoel de Macedo e dirigida por Carlos Leite.
Desde 1994, é uma das integrantes do grupo Cara de Palco.
Em 2011, participou da peça Campanha de Popularização Teatro e Dança com Sonhos, dirigida por Marcos Vogel e com atores como Caluty Ferreira e Eliane Maris.

## Filmografia
| Ano  | Título                                  | Personagem                       |
| ---- | --------------------------------------- | -------------------------------- |
| 2005 | Vinho de Rosas                          | Beata                            |
| 2003 | Aleijadinho - Paixão, Glória e Suplício | Dona Tereza Ribeiro de Alvarenga |
| 1984 | Ela e os Homens                         | Margô                            |
| 1967 | O Menino e o Vento                      | Laura                            |

## No Teatro
| Ano  | Título                            |
| ---- | --------------------------------- |
| 1959 | Pigmaleão                         |
| 1966 | O Macaco da vizinha               |
| 1967 | Uma cama para três                |
| 1967 | À Margem da vida                  |
| 1969 | Geração em revolta                |
| 1973 | Fala baixo se não eu grito        |
| 1973 | O Interrogatório                  |
| 1976 | Há vagas para moças de fino trato |
| 1977 | Mumu, a vaca metafísica           |
| 1978 | O Interrogatório                  |
| 1981 | À Margem da vida                  |
| 1982 | Fala baixo se não eu grito        |
| 1983 | As pulgas                         |
| 1984 | Rasga coração                     |
| 1984 | Ensina-me a viver                 |
| 1987 | Ciranda de Pedra                  |
| 1989 | Navalha na Carne                  |
| 1991 | A Filha da                        |
| 1993 | Boa noite, mãe                    |
| 1995 | Velório à brasileira              |
| 1998 | As mulheres solteiras             |
| 2006 | Quando você não está no céu       |
| 2010 | Sonhos                            |